# Heinkel He 59
El Heinkel He 59 va ser un biplà alemany dissenyat el 1930 de resultes de la demanda d'un avió torpediner i de reconeixement que fos capaç d'operar en igualtat de condicions sobre rodes o com a hidroavió.

## Desenvolupament
El 1930, Ernst Heinkel començà el desenvolupament d'un avió per a la Reichsmarine. Per amagar les autèntiques intencions militars, l'avió va ser oficialment oficialment un avió civil. El prototipus del He 59B, amb tren d'aterratge, va ser el primer a volar al setembre de 1931, però va ser la versió hidroavió el que marcà el camí per al model inicialment produït del He 59B, del qual se'n fabricaren 142 unitats en 3 variants. El Heinkel He 59 va ser un avió còmode de volar; les deficiències advertides van ser un motor feble, un radi d'acció limitat, la petita capacitat de càrrega i un armament insuficient.
Estava construït de materials diversos: les ales eren de fusta, amb el front cobert de fusta contraxapada, i la resta era coberta de tela. El fussel·latge estava format per peces d'acer, cobert amb peces de metall lleuger.
Les quilles eren emprades com a dipòsits de combustible, cadascun de 900 l, que amb el dipòsit intern, permetien carregar 2.700 l de combustible.

## Operacions
Tot i que inicialment es dissenyà com a bombarder-torpediner, el 1932 entrà en servei com a avió de reconeixement. Enquadrat a la Legió Còndor, durant la Guerra Civil Espanyola actuà com a avió de reconeixement costaner i realitzà multitud d'atacs a posts de la República (sovint després d'un planeig silenciós de nit); i el 1940, més de 180 unitats eren emprades per a diverses missions; de les quals potser el vol més espectacular va ser el que van fer 10 He 59C-2 de transport i rescat quan van ameritzar al Waal de Rotterdam, amb 60 soldats perquè capturessin el pont més important de la ciutat.
En el període 1939-43, la major part de les missions de minat van ser realitzades per les versions B-2 i N-3, mentre que molts altres es van readaptar com a He 59N d'entrenament de ràdio i radar.
Com a avió de rescat aire-mar, tot i portar les insígnies de la Creu Roja, van ser emprats com a avions de reconeixement durant la batalla d'Anglaterra, sent declarats pel govern britànic com a objectius militars des de juliol de 1940. Anteriorment alguns ja havien sigut forçats a amerar pels caces britànics.
La Ilmavoimat (Força Aèria Finesa) va llogar 4 avions a Alemanya a l'agost de 1943. Van ser emprats per a patrulles de reconeixement de llarg abast darrere les línies enemigues. Van ser retornats a Alemanya 4 mesos després.

## Variants
- He 59a : primer prototipus.
- He 59b : segon prototipus.
- He 59A : avió de proves i avaluació. 14 construïts.[1]
- He 59B-1 : 16 avions de pre-producció.
- He 59B-2 : versió millorada.
- He 59B-3 : avió de reconeixement.
- He 59C-1 : avió d'entrenament desarmat.
- He 59C-2 : model de rescat aire-mar.
- He 59D-1 : model combinat de rescat aire-mar i d'entrenament
- He 59E-1 : avió torpediner d'entrenament
- He 59E-2 : avió d'entrenament de reconeixement
- He 59N : avió d'entrenament de navegació produït com conversió He 59D-1

## Especificacions (He 59)
- Dimensions:
  - Ala: 23,70 m
  - Llargada: 17,40 m
  - Alçada: 7,10 m
- Pes:
  - Buit: 6.215 kg
  - Màxim: 9.000 kg
- Motor: 2 motors BMW V1, de 660 hp, de 12 cilindres en V, refrigerat per líquid
  - Velocitat màxima: 215 km/h
  - Abast màxim amb el màxim de combustible: 1.750 km
- Armes: 3/4 x MG 15 de 7,92mm (posteriorment MG 81 accionades a mà, en posició de proa, dorsal i ventral. Molts sots-tipus també portaven un canó automàtic MG FF de 20 mm i la major part dels B-2 portaven 4 bombes de 250 kg de bombes o un torpede de 800 kg o 4 mines de 500 kg.
- Tripulació: 3